# Johann Vollrath Bacmeister
Johann Vollrath Bacmeister, russische Schreibweise: Bakmejster, Ivan Grigor'jevic (* 9. Juli 1732 in Hannover; † 18. September 1788 in St. Petersburg) war ein deutscher Historiker und Bibliothekar an der Russischen Akademie der Wissenschaften in St. Petersburg.

## Leben
Der Sohn des Hannoveraner Syndikus Georg Arnold Bacmeister (1700–1773) und Sara Hedwig Margaretha Bacmeister (1707–1742), Tochter des Geheimen Kanzleirates Georg Arnold Bacmeister (1678–1736), sowie Enkel des Celler Kanzleidirektors Johann Christian Bacmeister und Neffe des Theologen Lucas Bacmeister, studierte an der Universität Göttingen unter anderem Geschichte und mehrere Sprachen. Nach dem Abschluss seiner Studien berief ihn der russische Gesandte, Graf Cernyšov, zu sich als Hofmeister an den „Englischen Hof“, die Botschaftskanzlei des Auswärtigen Amtes des russischen Zaren in der Varvarka-Straße in Moskau. Nach dessen Tod übernahm ihn der amtierende Präsident der russischen Akademie der Wissenschaften, Graf Aleksej K. Razumovskij, als Privatsekretär und übertrug ihm zugleich die Stelle des Bibliothekars der Akademiebibliothek und des Verwalters der an die Akademie angeschlossenen Kunstkammer. Auf diesen Positionen wirkte Bacmeister bis zu seinem Tod. Besondere Anerkennung erhielt er hierbei für seine Auswertung des Münzkabinetts in der Petersburger Eremitage, wobei ihm insbesondere seine Arabisch-Kenntnisse zugutekamen.
Darüber hinaus engagierte sich Bacmeister ab dem Jahre 1777 als freier Mitarbeiter und Mitherausgeber des „St. Petersburgischen Journals“ und veröffentlichte ferner regelmäßige Berichte über aktuelle Ereignisse für den Almanach der Akademie. Im Jahre 1785 wurde er schließlich zum Redakteur und Nachfolger des verstorbenen Jacob von Staehlin für die deutschsprachige St. Petersburgische Zeitung berufen.
Bereits seit 1780 hatte Bacmeister in St. Petersburg einen Zirkel für die Lektüre der literarischen Neuerscheinungen in französischer Sprache gegründet und wurde ab 1785 als Mitglied in die renommierte und von der Zarin Katharina II. von Russland gegründete „Kaiserliche Freie Ökonomische Gesellschaft“ aufgenommen. Bacmeister arbeitete in St. Petersburg eng mit seinem ebenfalls dort an der russischen Akademie der Wissenschaften tätigen Vetter, dem Historiker und Linguisten Hartwig Ludwig Christian Bacmeister, zusammen.

## Werke
- Essai sur la bibliothèque et le cabinet de curiosités et d'histoire naturelle de l'academie des sciences de Saint-Petersbourg, Weitbrecht & Schnoor, St. Petersburg, 1776
- Versuch über die Bibliothek und das Naturalien- und Kunst-Kabinet der Kaiserlichen Akademie der Wissenschaften in St. Petersburg, Weitbrecht & Schnoor, St. Petersburg, 1777
- Gedichte, in: St. Petersburger Journal, 1778 Nr. 2, S. 456ff.
- Über die alten russischen Münzen, in: St. Petersburger Journal, 1780.
- Historische Nachricht von der metallenen Bildsäule Peters des Grossen, Weitbrecht & Schnoor, St. Petersburg, 1783
- Materialien für die Statistick und neuere Staatengeschichte – Meyer, Lemgo, 1785
- Beyträge zur Lebensgeschichte des Patriarchen Nikon; Riga, Hartknoch, 1788